# Amanda Brundage
Amanda Brundage (Bath, Míchigan; 22 de octubre de 1991) es una artista marcial mixta estadounidense que compitió en la división de peso paja de Invicta Fighting Championships y Ultimate Fighting Championship. Actualmente compite en el Campeonato Lights Out.

## Carrera de artes marciales mixtas

### King of the Cage
Cooper hizo su debut profesional en MMA con la promoción King of the Cage en febrero de 2014. Derrotó a Brittany Dugas por sumisión con armbar en el segundo asalto.

### Invicta FC
Cooper volvió a luchar para Invicta FC en septiembre de 2015. Perdió ante Aspen Ladd en Invicta 14.

### The Ultimate Fighter
En abril de 2016, se anunció que Cooper sería concursante en The Ultimate Fighter: Equipo Joanna vs. Equipo Cláudia. Derrotó a Mellony Geugjes en la ronda clasificatoria inicial. En The Ultimate Fighter: Team Joanna vs. Team Cláudia, perdió ante Tatiana Suarez en la final femenina de peso paja.

### Ultimate Fighting Championship
Cooper se enfrentó a Anna Elmose en UFC Fight Night: Mousasi vs. Hall 2. Ganó el combate por decisión unánime.
Cooper se enfrentó a la concursante de TUF 20 Angela Magaña en UFC 218 el 2 de diciembre de 2017. Ganó la pelea por TKO en la segunda ronda, dándole a Cooper su primera victoria por TKO.
Cooper se enfrentó a Mackenzie Dern el 12 de mayo de 2018 en UFC 224. En el pesaje, Dern pesó 123 libras, 7 libras por encima del límite superior de la pelea no titular de peso paja de 116 libras. Como resultado, la pelea procedió en el peso de captura y Dern fue multada con el 30% de su bolsa. Cooper perdió la pelea por sumisión en la primera ronda.
En lo que marcó la última pelea de su contrato, Cooper se enfrentó a Ashley Yoder el 10 de noviembre de 2018 UFC Fight Night 139. Perdió la pelea por decisión dividida. UFC optó por no renovar su contrato después de la pelea.

### Después de UFC
El 17 de julio de 2019, se informó que Cooper firmó con Invicta Fighting Championships.
Cooper derrotó a Jamie Milanowski por TKO en la primera ronda en Lights Out Championship 5 el 7 de septiembre de 2019.

## Récord en artes marciales mixtas
| Resultado | Récord | Oponente         | Método                      | Evento                                                    | Fecha                    | Ronda | Tiempo | Localización   |
| --------- | ------ | ---------------- | --------------------------- | --------------------------------------------------------- | ------------------------ | ----- | ------ | -------------- |
| Victoria  | 4–5    | Jamie Milanowski | TKO (codos)                 | Lights Out Championship 5                                 | 7 de septiembre de 2019  | 1     | 4:16   | Grand Rapids   |
| Derrota   | 3–5    | Ashley Yoder     | Decisión (split)            | UFC Fight Night: The Korean Zombie vs. Rodríguez          | 10 de noviembre de 2018  | 3     | 5:00   | Denver         |
| Derrota   | 3–4    | Mackenzie Dern   | Sumisión (rear-naked choke) | UFC 224                                                   | 12 de mayo de 2018       | 1     | 2:27   | Río de Janeiro |
| Victoria  | 3–3    | Angela Magaña    | TKO (puñetazos)             | UFC 218                                                   | 2 de diciembre de 2017   | 2     | 4:32   | Detroit        |
| Derrota   | 2–3    | Cynthia Calvillo | Sumisión (rear-naked choke) | UFC 209                                                   | 4 de marzo de 2017       | 1     | 3:19   | Las Vegas      |
| Victoria  | 2–2    | Anna Elmose      | Decisión (unánime)          | UFC Fight Night: Mousasi vs. Hall 2                       | 19 de noviembre de 2016  | 3     | 5:00   | Belfast        |
| Derrota   | 1–2    | Tatiana Suarez   | Sumisión (D'Arce choke)     | The Ultimate Fighter: Team Joanna vs. Team Cláudia Finale | 8 de julio de 2016       | 1     | 3:43   | Las Vegas      |
| Derrota   | 1–1    | Aspen Ladd       | Sumisión (armbar)           | Invicta FC 14: Evinger vs. Kianzad                        | 12 de septiembre de 2015 | 2     | 4:42   | Kansas City    |
| Victoria  | 1–0    | Brittany Dugas   | Sumisión (armbar)           | KOTC: Unrestricted                                        | 15 de febrero de 2014    | 2     | 4:59   | Walker         |